# Spilite
La spilite (dal greco: σπιλάς) è una roccia ignea a grana fine. Spesso trae origine dall'alterazione del basalto oceanico.
Il termine fu introdotto in letteratura da Alexandre Brongniart nel 1827.  La formazione della spilite avviene nelle colate laviche sottomarine oppure nelle lave a cuscini depositatesi sul fondale oceanico.

## Descrizione
Si tratta di una roccia metasomatica, a grana microscopica o comunque molto fine, composta da albite od oligoclasio, oltre a clorite, epidoto, calcite e actinolite.  Non è raro che la spilite sia accompagnata da calcite oppure calcedonio; nelle vescicole così come nelle cavità trovano posto minerali secondari (amigdale). Viene spesso classificata insieme ai basalti, con i quali condivide molte caratteristiche di composizione e di struttura.